# Tháp Incheon
Tháp Incheon là một dự án tháp siêu cao ở Incheon, Hàn Quốc được đề nghị xây dựng với chiều cao 151 tầng, cao 640 m. Tháp này sẽ nằm trên một diện tích 6 km² đất và nằm cách thủ đô Hàn Quốc 32 km.
Công ty phát triển Portman Holdings có trụ sở tại Atlanta đã ký một thỏa thuận với các quan chức Hàn Quốc để xây tháp này, một tòa tháp có chiều cao vượt Samsung Tower Palace 3 - Tower G cao 264 m để thành tòa nhà cao nhất Hàn Quốc. Tòa nhà có diện tích sàn 1500 acre, là một phức hợp khách sạn, văn phòng, dân cư và có chi phí lên đến 11 tỷ USD. Tòa tháp Incheon sẽ là tòa nhà cao thứ hai thế giới khi hoàn thành (sau Burj Khalifa) và trở thành tòa tháp đôi cao nhất thế giới khi vượt qua tháp đôi Petronas ở Kuala Lumpur,Malaysia.

## Kế hoạch sàn
Sau đây là bảng phân tích số tầng của 102 Incheon Tower:
| Tầng   | Sử dụng      | Vùng (m²) |
| ------ | ------------ | --------- |
| 99-102 | Nhà hàng     | 13,194    |
| 71-96  | Chung cư     | 86,702    |
| 79-80  | Đài quan sát | 8,707     |
| 59-78  | Căn hộ       | 169,951   |
| 36-56  | Khách sạn    | 71,124    |
| 7-36   | Văn phòng    | 102,736   |
| B1-4   | Cửa hàng     | 106,738   |